# Qingzhou, Guangdong
Qingzhou är en köping i sydöstra Kina. Den ligger i Heping härad i staden Heyuan i provinsen Guangdong, omkring 210 kilometer nordost om provinshuvudstaden Guangzhou. Antalet invånare är 9 038. Befolkningen består av 4 528 kvinnor och 4 510 män. Barn under 15 år utgör 29,0 %, vuxna 15-64 år 56 %, och äldre över 65 år 13,0 %.